# Ocypel (osada leśna)
Ocypel – osada leśna w Polsce położona w województwie pomorskim, w powiecie starogardzkim, w gminie Lubichowo.
Zobacz też: wieś Ocypel